# Carmine Falcone
Carmine Falcone is een fictieve superschurk die voorkomt in de stripboeken van DC Comics. Carmine Falcone komt vooral voor in de verhalen van Batman. Carmine Falcone werd bedacht door Frank Miller en David Mazzucchelli voor Batman #410 (1987). Carmine Falcone is een krachtige criminele misdaadbaas uit Gotham City, een vijand van Batman, en een vriend van de Wayne familie. 

## In andere media

### Films
- Carmine Falcone verscheen in Batman Begins uit 2005, waarin hij gespeeld werd door Tom Wilkinson. Hij huurde Joe Chill in om de ouders van Bruce Wayne te vermoorden.
- Carmine Falcone verscheen in The Batman uit 2022, waarin hij gespeeld werd door John Turturro. Een jongere versie van deze Carmine Falcone in de televisieserie The Penguin wordt gespeeld door Mark Strong.
- Carmine Falcone verscheen in de animatiefilm Batman: Year One, waarin zijn stem werd ingesproken door Alex Rocco.
- Carmine Falcone verscheen in de animatiefilm Batman: Long Halloween, waarin zijn stem werd ingesproken door Titus Welliver.

### Televisieseries
- Carmine Falcone verscheen in de televisieserie Gotham, waarin hij gespeeld werd door John Doman. In de televisieserie heeft hij onder andere de macht over de burgemeester, commissaris en bepaalde politieagenten. Zijn persoonlijke scherpschutter is Victor Zsasz.
- Carmine Falcone verscheen in de televisieserie Justice League Action, waarin zijn stem werd ingesproken door Jason J. Lewis.

### Videospellen
- Carmine Falcone verscheen in het videospel Batman Begins uit 2005.
- Carmine Falcone verscheen in het mobiele videospel Batman Arkham Underworld, waarin zijn stem werd ingesproken door Jon Polito.
- Carmine Falcone verscheen in het videospel Batman: The Telltale Series, waarin zijn stem werd ingesproken door Richard McGonagle.